# Moimești
Moimești – wieś w Rumunii, w okręgu Jassy, w gminie Popricani. W 2011 roku liczyła 468 mieszkańców.